# Wello settentrionale
Wello settentrionale è una delle zone amministrative in cui è suddivisa la Regione degli Amara in Etiopia.

## Woreda
La zona è composta da 15 woreda:
1. Angot
2. Bugna
3. Dawunt
4. Gazo
5. Gidan
6. Guba Lafto
7. Habru
8. Kobo town
9. Lalibela town
10. Lasta
11. Meket
12. Mersa town
13. Raya Kobo
14. Wadla
15. Woldiya town